# Tetragonia chenopodioides
Tetragonia chenopodioides är en isörtsväxtart som beskrevs av Christian Friedrich Frederik Ecklon och Zeyh. Tetragonia chenopodioides ingår i släktet tetragonior, och familjen isörtsväxter. Inga underarter finns listade i Catalogue of Life.